# Anexarea Romei de către Regatul Italiei
Ocuparea Romei (în italiană Presa di Roma) de pe 20 septembrie 1870 a fost evenimentul final al îndelungatului proces al unificării Italiei cunoscut ca Risorgimento, care a marcat înfrângerea Statelor Papale conduse de papa Pius al IX-lea și unificarea peninsulei italiene sub regele Victor Emanuel al III-lea al Italiei din Casa de Savoia.
Ocuparea Romei a pus capăt domniei de 1116 ani (754–1870) a Sfântului Scaun în Statele Papale și este comemorată prin denumirea străzilor Via XX Settembre, care există în toată Italia. 

## Începuturile
Din nefericire pentru Italia, Camillo Benso Conte de Cavour a murit la scurtă vreme după proclamarea unității țării, lăsând succesorilor lui găsirea unor soluții pentru rezolvarea problemelor încurcate ale Veneției și Romei. Austriecii controlau Veneția, iar papa Roma. Cavour crezuse cu tărie că, fără Roma pe post de capitală, unificarea Italiei nu era desăvârșită. Datorită poziției istorice a Orașului Etern, cu tradițiile și monumentele lui nemuritoare, italienii nu puteau permite unei alte puteri să îl stăpânească. Succesorul lui, Ricasoli, a spus că „Să mergi la Roma nu este doar un drept, este o necesitate inexorabilă”. În ceea ce privește relațiile viitoare dintre biserică și stat, dictonul favorit a lui Cavour fusese „o biserică vineri într-un stat liber” prin care înțelegea că biserica trebuie să fie complet liberă să își exercite puterile sale spirituale și să lase problemele politice exclusiv în seama statului.

### Al Doilea Război de Independență al Italiei

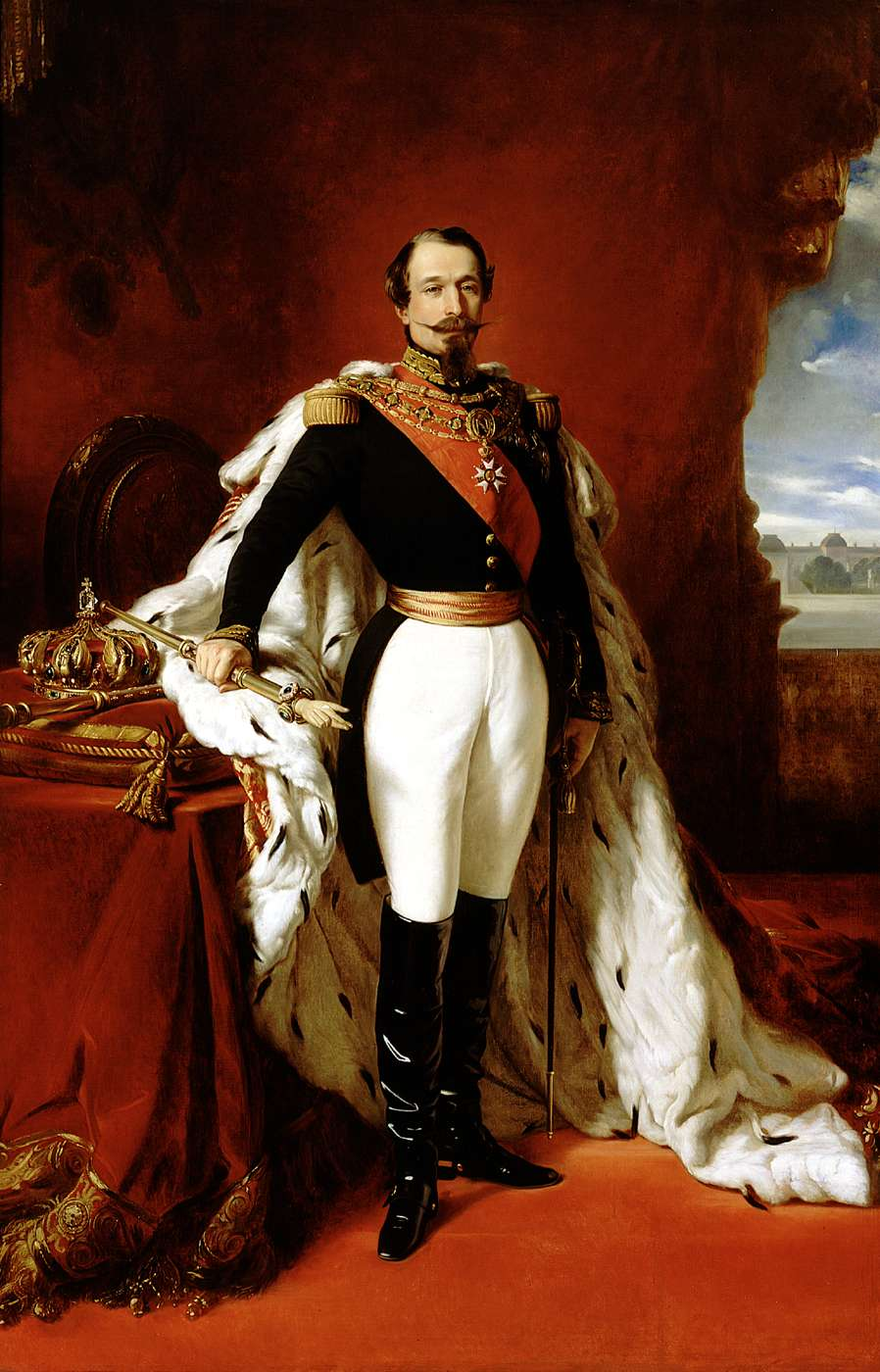
Portretul lui Napoleon al III-lea (1808–1873) de Franz Xaver Winterhalter

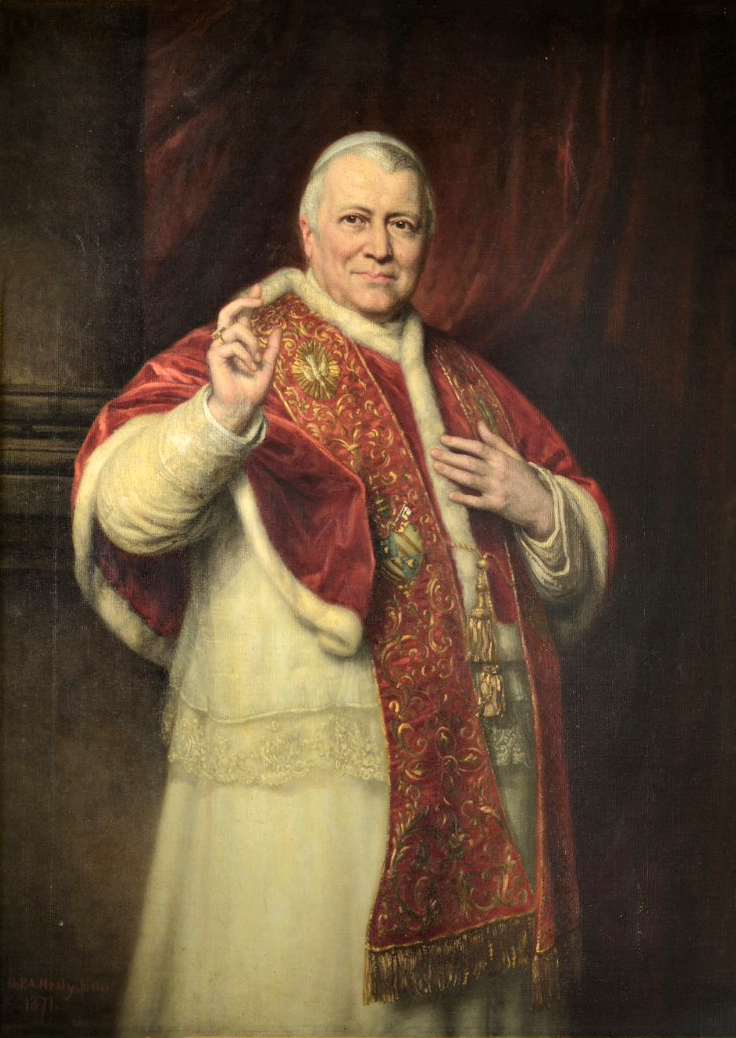
Papa Pius al IX-lea

În timpul celui de-al doilea război de independență al Italiei, cea mai mare parte a Statelor Papale a fost cucerită de armata piemonteză, iar noul Regat al Italiei unificat a fost proclamat în martie 1861, când primul Parlament Italian a fost convocat în Torino. 
Pe 27 martie 1861 Parlamentul Italiei a proclamat Roma drept capitală a Regatului Italiei, dar guvernul italian nu a putut să se mute în oraș, deoarece nu controla teritoriul. În plus, împăratul Napoleon al III-lea menținea o garnizoană franceză în oraș în sprijinul papei Pius al IX-lea, care era hotărât să nu cedeze puterea seculară în Statele Bisericii (nimeni nu îi contesta autoritatea spirituală în cadrul Bisericii Romano-catolice). 
În anul 1868, de Sărbătoarea Sfinților Petru și Pavel, papa Pius al IX-lea a convocat Conciliul Vatican I, în timpul căruia a fost proclamată dogma infailibilității papale.

### Războiul franco-prusac
În iulie 1870 a izbucnit Războiul franco-prusac. La începutul lunii august Napoleon al III-lea și-a rechemat militarii din Roman. Nu doar că francezii aveau nevoie de trupe în lupta de apărare a țării, dar erau îngrijorați în mod real că italienii aveau să se folosească de prezența garnizoanei franceze în Roma ca pretext pentru o declarație de război. În timpul războiului austro-prusac, Italia se aliase cu Prusia, iar opinia publică din peninsulă era de partea prusacilor încă de la începutul războiului. Retragerea garnizoanei franceze a detensionat relațiile dintre cele două state, iar Italia a rămas neutră pe timpul noului conflict militar. 
După retragerea garnizoanei franceze, italienii au cerut în cadrul unor ample demonstrații publice ca guvernul italian să preia controlul asupra Romei. Roma era încă sub protecția franceză, iar un act ostil ar fi putut să fie considerat ca un act de război împotriva Imperiului Francez. Mai mult, deși Prusia se afla în război cu Franța, ea intrase într-o alianță dificil de menținut cu statele catolice din sudul Germaniei, împotriva cărora luptase alături de Italia doar cu patru ani mai înainte. Deși prim-ministrul prusac Otto von Bismarck nu era un prieten al papalității, el știa că orice război care a pus Prusia și Sfântul Scaun în tabere opuse ar fi supărat stânjenit în mod sigur o coaliție delicată pan-germană și ar fi ridicat piedici propriile sale planuri atent elaborate pentru unificarea națională. Atât pentru Prusia, cât și pentru Italia, orice greșeală care ar provocat desființarea coaliției pan-germane ar adus cu ea riscul intervenției Austro-Ungariei într-un conflict european mai larg.
Mai presus de toate, Bismarck a făcut toate eforturile diplomatice pentru a menține conflictele Prusiei din deceniile al șaselea și al șaptelea la nivelul de războaie regionale și să împiedice scăparea lor de sub control și degenerarea într-un conflict general european. 
Prin urmare, nu numai că Prusia nu a putut să facă niciun fel de alianță cu Italia împotriva Franței, ci a trebuit să depună eforturi diplomatice pentru ca să mențină neutralitatea Italiei și ca să menține pacea în peninsulă, cel puțin până când nu trecea primejdia legării unui conflict potențial italo-francez cu războiul propriu cu Franța. În plus, armata franceză era considerată încă cea mai puternică din Europa și italienii nu erau dispuși să-l provoace pe Napoleon. 
Numai după înfrângerea lui Napoleon și a armatei sale în bătălia de la Sedan situația sa schimbat radical. Împăratul francez a fost detronat și forțat să plece în exil. Militarii celor mai bune unități franceze au fost luați prizonieri sau uciși la Sedan, iar germanii și-au exploatat succesul în asediul Parisului. Trebuind să facă față nevoii presante să apere capitala cu unitățile disponibile, noul guvern francez nu era capabil din punct de vedere militar să inițieze vreo acțiune punitivă împotriva Italiei. În orice, noul guvern privea cu mult mai puțină simpatie Sfântul Scaun și era mult mai puțin dispus să apere poziția papei. 

În cele din urmă, cu un guvern francez organizat pe o bază mai democratică și după ce condițiile dure de pace impuse de germani au devenit publice, opinia publică italiană s-a schimbat brusc în favoarea Franței. Date fiind aceste evoluții, perspectiva unei intervenții străine în peninsulă provocate de un conflict intern aproape că dispăruse.

### Propunerea de pace făcută papei Pius al IX-lea
Regele Victor Emmanuel al II-lea l-a trimis pe contele Gustavo Ponza di San Martino cu o scrisoare personală pentru Papa Pius al IX-lea, cu propuneri pentru salvarea prestigiului Sfântului Scaun și care ar fi permis intrarea pașnică a armatei italiene în Roma cu pretextul protejării papei. În afară de scrisoare, contele purta un document pe care Lanza îl pregătise, prezentând zece articole care să servească drept bază pentru un acord între Italia și Sfântul Scaun. 
Papa urma să își păstreze inviolabilitatea și prerogativele care îi reveneau ca suveran. Orașul Leonin urma să rămână „sub jurisdicția și suveranitatea complete ale Pontifului”. Statul italian urma să garanteze papei libertatea de comunicare cu lumea catolică, precum și imunitatea diplomatică pentru nunții și pentru ambasadorii papali cât și diplomații străini la Sfântul Scaun. Guvernul urma să ofere un fond anual pentru papă și cardinali, egal cu suma care le era alocată în acel moment de bugetul statului pontifical, plus că urma să preia pe ștatul de plată al statului italian toți funcționarii publici și soldați papali, deoarece erau italieni, cu dreptul complet la pensie câtă vreme erau cetățeni italieni.
Potrivit lui Raffaele De Cesare:
Primirea făcută de papă lui San Martino [10 September 1870] a fost neprietenoasă. Papa Pius al IX-lea și-a permis să aibă izbucniri violente pentru a să scape de el. aruncând scrisoarea regelui pe masă, el a exclamat: „Frumoasă loialitate! Sunteți cu toții o grămadă de vipere, de fățarnici, cărora le lipsește credința.” Se referea probabil la alte scrisori primite de la rege. După ce s-a mai calmat, el a exclamat: „Eu nu sînt prooroc și nici fecior de prooroc, dar vă spun vouă, voi nu veți intra niciodată în Roma!” San Martino a fost atât de umilit, că a plecat a doua zi.

## Fuga lui Pius al IX-a din Roma

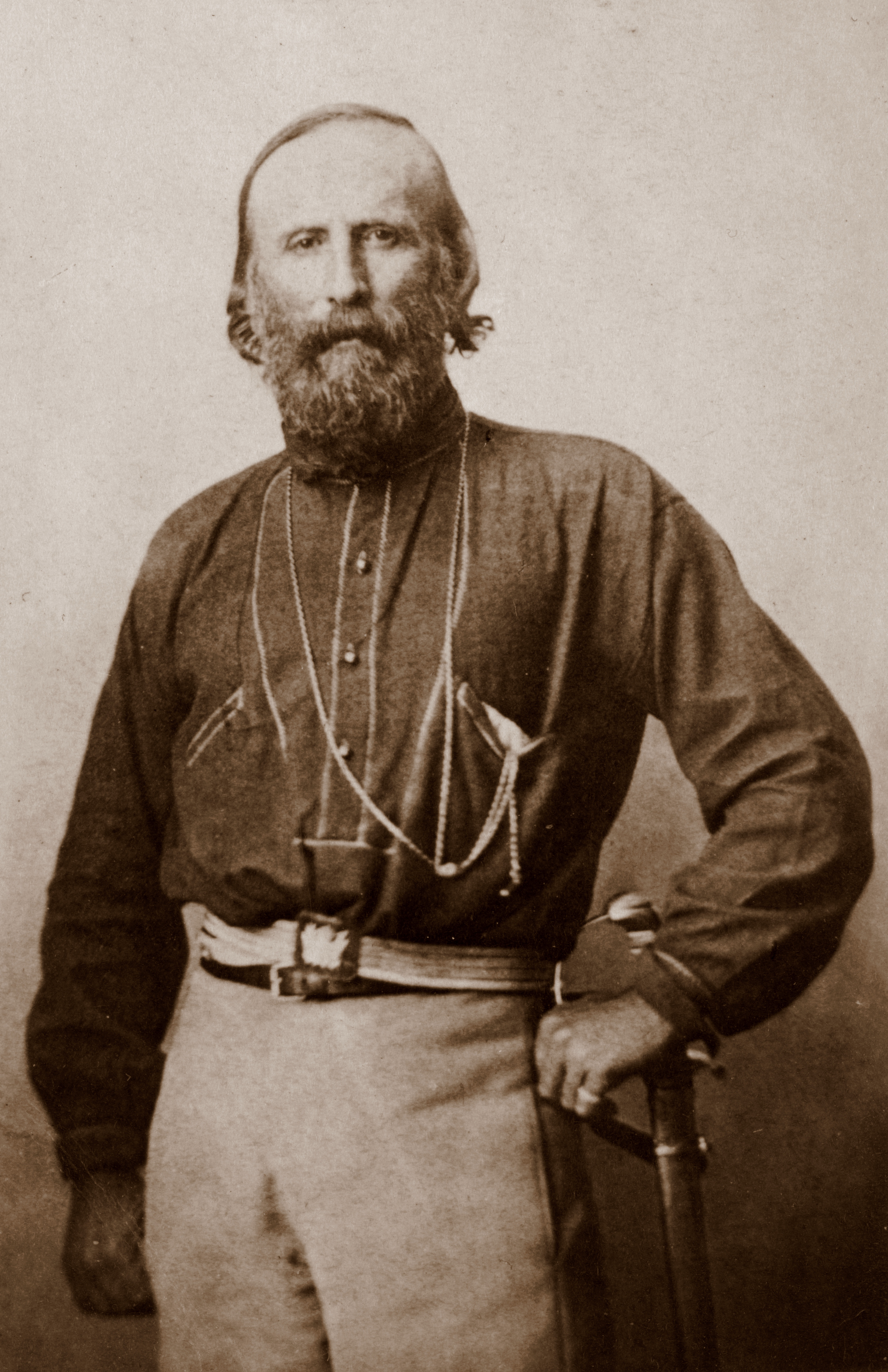
Giuseppe Garibaldi, 1861.

Papa Pius al IX-lea a luat de mai multe ori în considerare în timpul pontificatului său părăsirea Romei. În primii ani după alegerea lui ca papă, organizații secrete al cetățenilor s-au înmulțit în oraș (precum „Circolo Romano” de sub conducerea lui Ciceruacchio) și au militat pentru instituirea unui guvern constituțional, ales democratic, pentru îndepărtarea miniștrilor-preoți de la putere și declararea neîntârziată a războiului împotriva Austriei, țară care menținea sub ocupație străină o bună parte a Italiei. 
Pe 8 februarie 1848 au izbucnit revolte de stradă ample, organizate împotriva guvernării de către Statele Papale și, până la 14 martie 1848, Pius al IX-lea a fost obligat să recunoască constituția italiană, însă, în ultima sa alocuțiune de pe 29 aprilie, papa a proclamat solemn că, în calitate de „părinte al creștinătății”, el nu ar putea niciodată susține o campanie militară împotriva ocupației austriece a Italiei.
Frecvența protestelor populare împotriva Statelor Papale s-a înmulțit în întreaga peninsulă italiană. În acest timp Pius al IX-lea era denunțat cu tărie ca trădător al Italiei. Primul lui ministru Pellegrino Rossi a fost înjunghiat mortal în pe treptele Palatului Cancelariei, iar a doua zi, chiar papa a fost asediat de o mare mulțime de protestatari înfuriați care se adunaseră la Palatul Quirinal. Palma, un prelat papal, care s-a aflat în fața unei ferestre, a fost împușcat, iar Pius al IX-lea a hotărât să fugă din Roma și să cedeze puterile sale unei republici constituționale italiene. 
Cu ajutorul ambasadorului Bavariei, contele Spaur, și a ambasadorului Franței, ducele d'Harcourt, papa Pius al IX-lea a evadat deghizat din Palatul Quirinal pe 24 noiembrie 1848. (Există mai multe variante cu privire la evadarea papei – Pius ar fi fost îmbrăcat ca simplu preot sau ca valet de trăsură). Papa s-a refugiat la Gaeta, unde i s-au alăturat de cei mai mulți dintre cardinali. Pe 9 februarie 1849 revoluționarii democrați ai noii republici italiene au ocupat Roma, au proclamat Republica Romană (1849) și au abolit jurisdicția Sfântului Scaun (puterea terporală – politică și seculară). Papa Pius al IX-lea a cerut mai târziu ajutorul liderilor catolici din Franța, Austria, Spania și Neapole pentru repunerea în drepturi a Statelor Papale, iar pe 29 iunie 1849 trupele franceze comandate de generalul Charles Oudinot au restaurat Statele Papale. Pe 12 aprilie 1850 Pius al IX-lea s-a reîntors la Roma. 
Un incident ulterior a avut loc în 1862, când Giuseppe Garibaldi, aflat în Sicilia, aduna voluntari pentru o campanie pentru cucerirea Romei sub sloganul Roma o Morte (Roma sau moarte). La 26 iulie 1862, înainte ca Garibaldi și voluntarii săi să fi fost opriți de Armata Regală Italiană în Bătălia de la Aspromonte:
„Pius al IX-lea și-a mărturisit temerile lordului Odo Russell, ambasadorul britanic la Roma, și l-a întrebat dacă ar primi azil politic în Anglia după ce trupele italiene ar fi intrat în oraș. Odo Russell l-a asigurat că i se va acorda azil în caz de nevoie, dar a spus că este sigur că temerile papei sunt nefondate.”
Două alte incidente au apărut după cucerirea Romei și suspendarea Conciliului Vatican I. Otto von Bismarck avea să îi mărturisească lui Moritz Busch:
„ La drept vorbind, el [Pius IX] a întrebat deja dacă îi putem acorda azil. Nu am nicio obiecție față de aceasta - Köln sau Fulda. Ar părea ciudat, dar în cele din urmă nu este atât de greu de explicat și ar fi util pentru noi să fim recunoscuți de catolici ca fiind ceea ce suntem cu adevărat, adică singura putere existentă acum capabilă să protejeze capul Bisericii lor. [...] Dar regele [Wilhelm I] nu va fi de acord. Lui îi este teribil de frică. El crede că întreaga Prusie ar fi dusă pe căi greșite și el însuși ar fi obligat să devină catolic. I-am spus, totuși, că dacă papa i-ar fi solicitat azilul el nu poate să i-l refuze. El ar trebui să i-l acorde [azilul] ca un domnitor a zece milioane de supuși catolici care ar vrea să vadă protejat capul Bisericii lor.”
„ Au fost difuzate deja zvonuri cu diferite ocazii, în sensul că papa intenționează să părăsească Roma. Potrivit celor mai recente dintre acestea, Conciliul, care a fost amânat pentru la vară, va fi redeschis într-un alt loc, unele persoane menționând Malta și altele Trient. [... ] Fără îndoială, obiectivul principal al acestei adunări va fi să smulgă părinților întruniți o declarație puternică în favoarea necesității puterii temporale. În mod evident, un obiectiv secundar al acestui Parlament al Episcopilor convocat în afara Romei ar fi acela de a demonstra Europei că Vaticanul nu se bucură de libertatea necesară, deși Legea Garanțiilor dovedește că guvernul italian, în dorința lui de reconciliere și în graba lui de satisfacere a dorințelor Curiei, a făcut de fapt tot ce stă în puterea lui.”

## Roma ocupată de Raffaele Cadorna

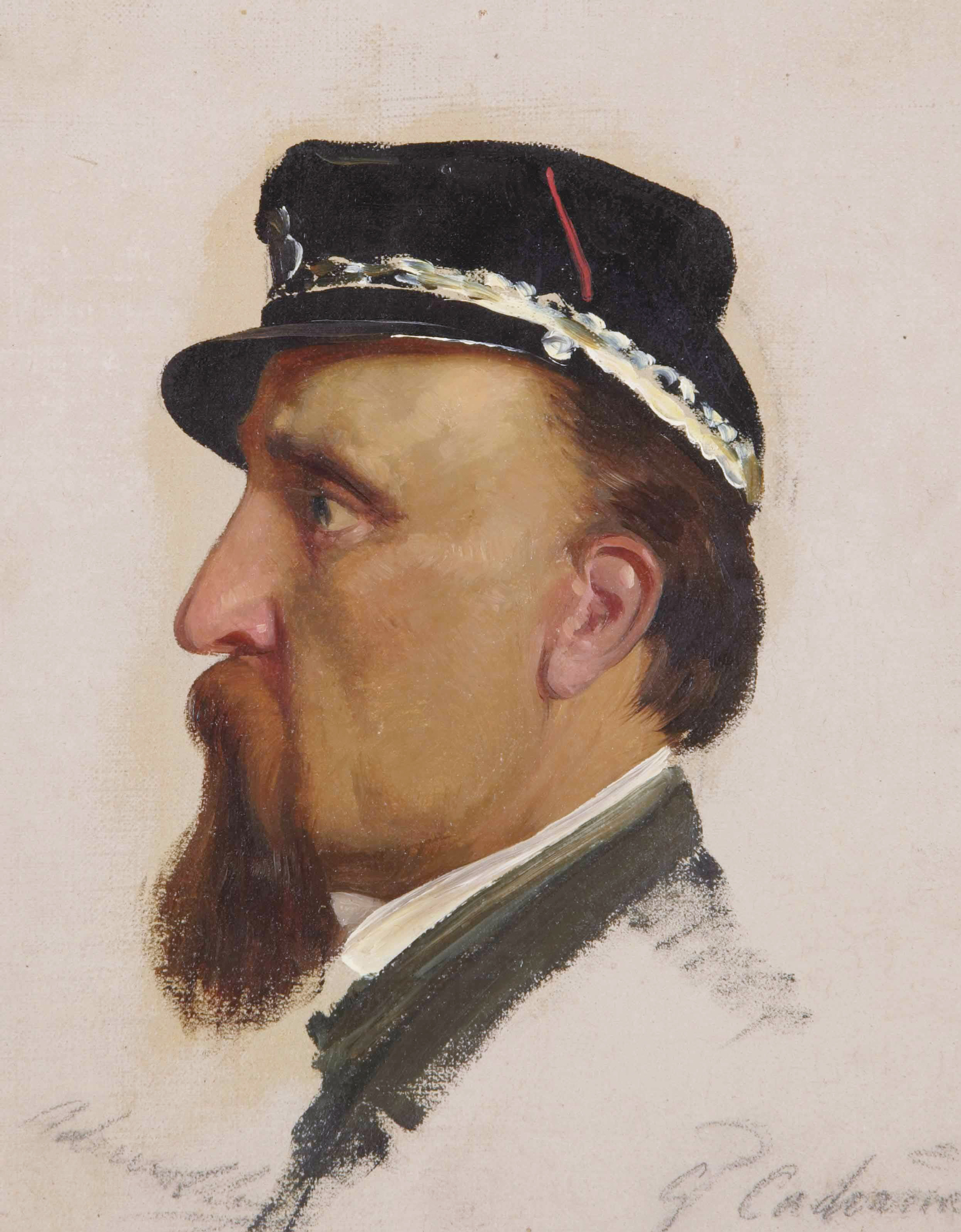
General Raffaele Cadorna

Armata italiană comandată de generalul Raffaele Cadorna a traversat frontiera papală pe 11 septembrie și a înaintat spre Roma încet, în speranța că poate fi găsită o soluție negociată. Garnizoanele papale au fost retrase din Orvieto, Viterbo, Alatri, Frosinone și alte puncte câteva întărite din Lazio. Papa Pius al IX-lea era de fapt convins de inevitabilitatea capitulării. Când armata italiană a ajuns în dreptul zidurilor aureliene, care apărau orașul, au fost întâmpinate de forțele papale comandate de generalul Hermann Kanzler. Forțele papale erau formate din Garda Elvețiană Pontificală și câțiva zuavi—voluntari francezi, austrieci, olandezi, spanioli și alte țări catolice —în total 13.157 de soldați, față de cei aproximativ 50.000 de militari italieni.
Armata italiană au ajuns în fața zidurilor Aureliene pe 19 septembrie și au asediat Roma. Papa Pius al IX-lea a decis că predarea orașului nu poate fi acceptată decât după ce trupele sale au fi opus suficientă rezistență pentru ca să fie clar că preluarea controlului de către armata italiană nu a fost acceptată în mod liber. Pe 20 septembrie, după un bombardament de artilerie de trei ore care a deschis o spărtură în zidurile aureliene la Porta Salaria și Porta Pia (Breccia di Porta Pia), infanteria de asalt piemonteză a intrat în Roma. În timpul luptelor au fost uciși 49 de soldați italieni și 19 zuavi papali. Un plebiscit ținut pe 2 octombrie a legitimat încorporarea Romei și a regiunii Lazio în Regatul Italiei. 

Orașul Leonin, cu excepția Vaticanului, sediu papei, a fost ocupat de soldații italieni pe 21 septembrie. Guvernul ar fi fost de acord ca papa să păstreze controlul asupra Orașului Leonin, dar papa nu a fost de acord să renunțe la pretențiile asupra unui teritoriu mai întins și a pretins că, de vreme ce armata lui a fost demobilizată, în afară de Garda Elvețiană Pontificală, nu ar fi fost capabil să asigure ordinea publică chiar într-un teritoriu atât de mic. 
Via Pia, drumul care începea în dreptul Porta Pia, a fost rebotezat Via XX Settembre. Ulterior, drumul principal care duce la catedrala localității a fost rebotezat Venti Settembre în mai multe orașe italiene. 
Scriitorul Edmondo De Amicis a participat la ocuparea Romei în calitate de ofițer al armatei italiene.

## „Problema Romană” și Mussolini și Tratatul de la Lateran

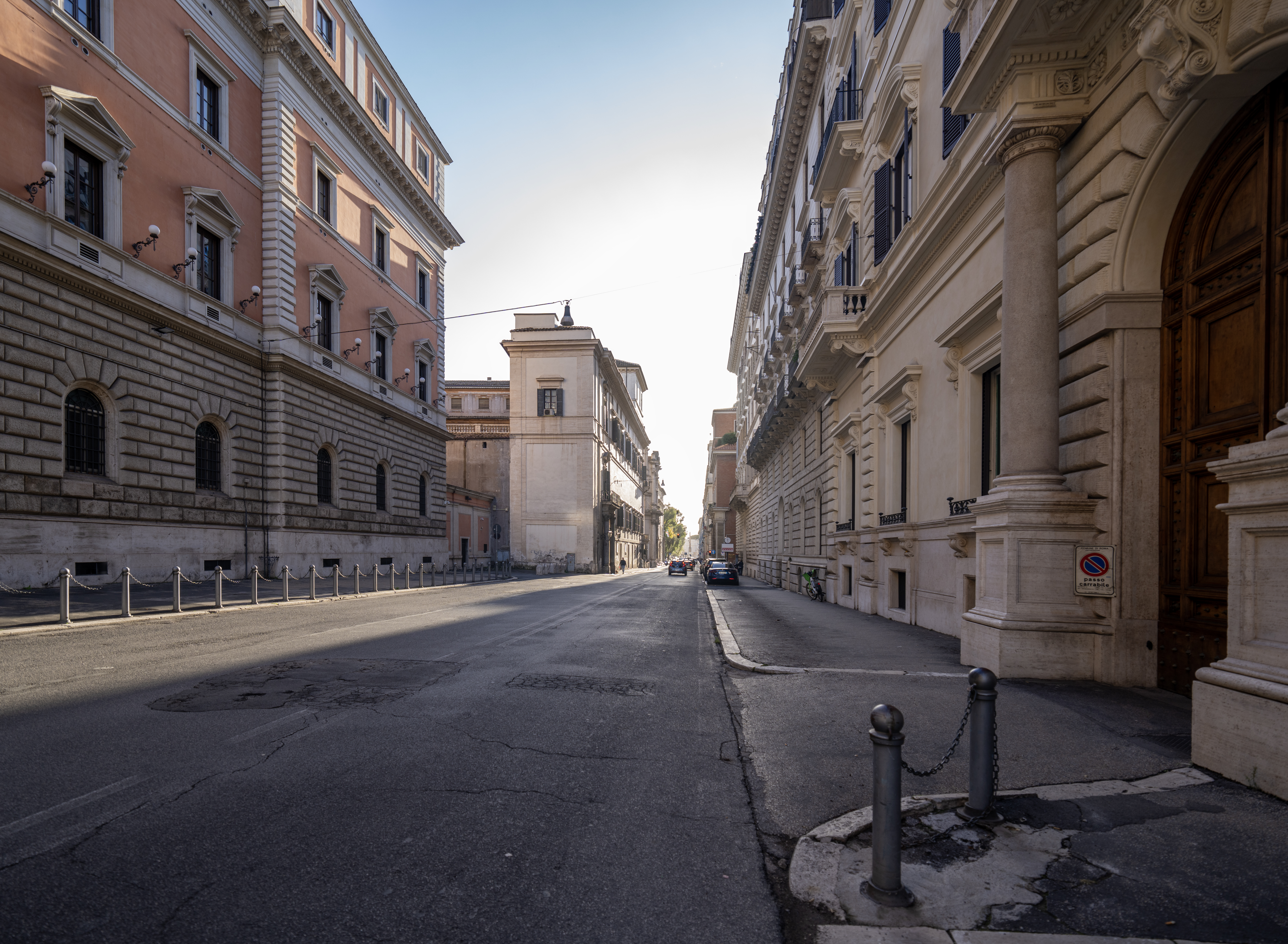
Via XX Settembre, Roma.

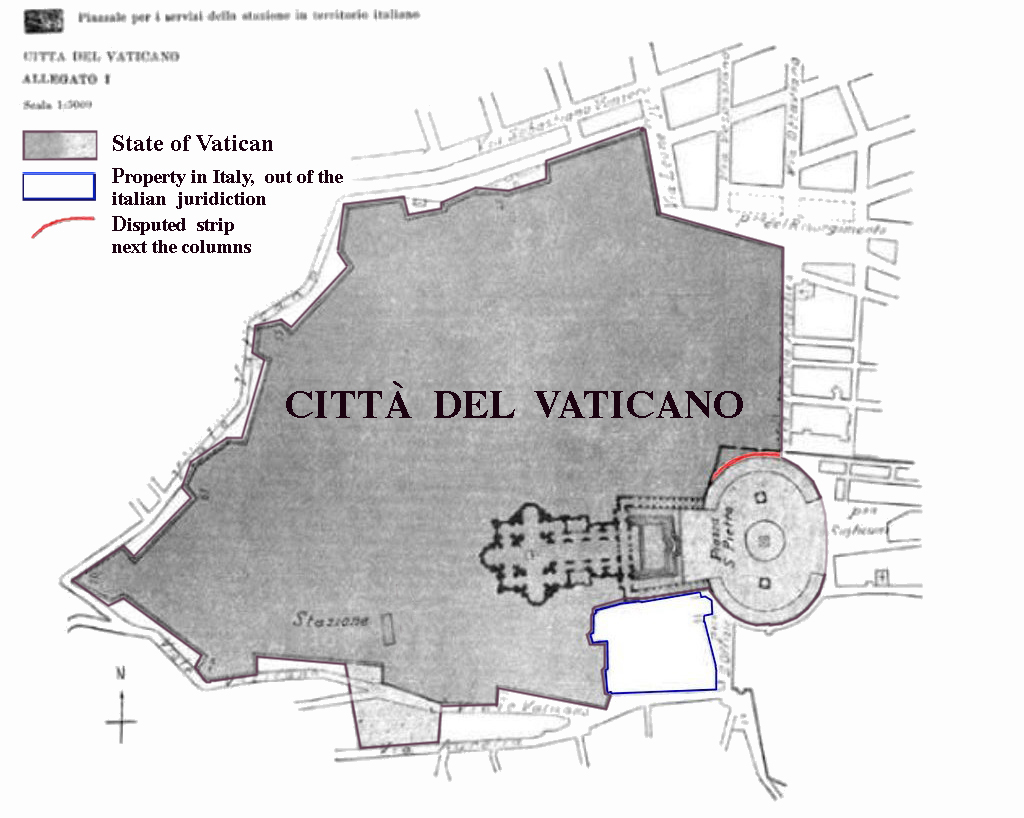
Teritoriul Statului-oraș Vatican, așa cum a fost stabilit prin Tratatul de la Lateran

În timpul procesului de unificare a Italiei de la începutul secolului al XIX-lea Statele Papale s-au opus încorporării în noul regat, chiar dacă alte state italiene, cu excepția San Marino, acceptaseră unificarea. Visul lui Camillo Cavour de proclamare a Regatului Italiei de pe treptele  Bazilicii Sfântul Petru nu s-a înfăptuit. Tânărul regat italian a invadat și ocupat Romagna (zona de est a Statelor Papale) în 1860, lăsându-i papei controlul doar asupra regiunii  Latium. Latium, care includea și Roma, a fost anexat în timpul acțiunii de ocupare a Romei. Timp de aproape șaizeci de ani, relațiile dintre papalitate și guvernul italian au fost încordate, iar statutul legal al papei a devenit cunoscut ca „Problema Romană”.
Negocierile pentru rezolvarea Problemei Romane au început în 1926 între guvernul italian și Sfântul Scaun și au fost finalizate prin înțelegerile cunoscute ca „ Patti Lateranensi”, semnate în numele regelui Victor Emanuel al III-lea al Italiei de Benito Mussolini, premir și șef al guvernului, și pentru papa Pius al XI-lea de Pietro Gasparri, Cardinal Secretar de Stat, pe 11 februarie 1929. Înțelegerile au fost semnate în palatul Lateran, care a și dat numele tratatului.  Tratatul de la Lateran  din 1929 stabilea că Sfântul Scaun renunța la pretențiile asupra celei mai mari părți a orașului Roma în schimbul recunoașterii de către Italia a Statului Vatican.
Pe 20 septembrie 2000 a apărut un articol în publicația catolică Avvenire:
„... că în 1970, exact la 20 septembrie 1970, papa Paul al VI-lea l-a trimis pe cardinalul Angelo Dell'Acqua, vicarul său pentru Roma, la Porta Pia, ca să sărbătorească însemnătatea „providențială” a pierderii puterii temporale. De atunci, cel puțin de atunci, Porta Pia a fost, de asemenea, o sărbătoare catolică!”

## Vedeți și:
- Unificarea Italiei
- Relațiile internaționale dintre Marile Puteri (1814–1919)

## Resurse internet
- Articol de Angela Pellicciari it
- Rezumat istoric pe cronologia.leonardo.it Arhivat în 5 februarie 2007, la Wayback Machine. it
- Zuavii papali
- Papal States and all that : Part 1. Vatican Radio.
- Papal States and all that : Part 2. Vatican Radio.